# 尖角海滩
尖角海滩位于克罗地亚南部布拉奇岛南岸，是一个深入海中634米的狭长海滩，其形状会随着海浪方向的变化而变化。是一处著名的旅游胜地。

## 画廊

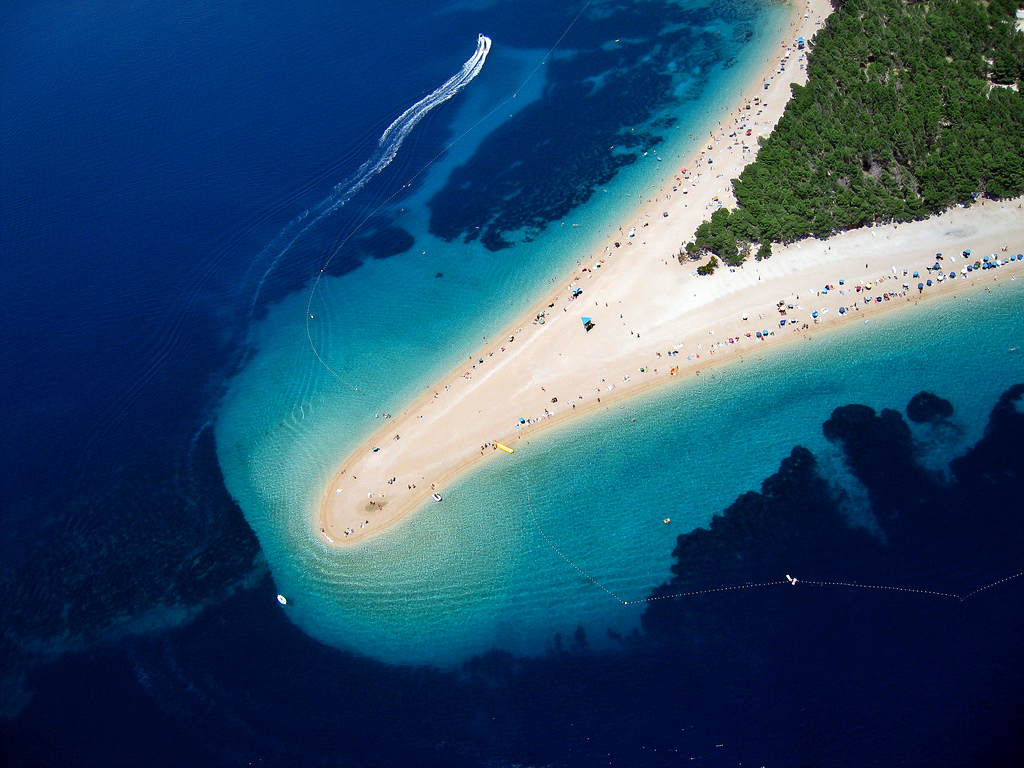
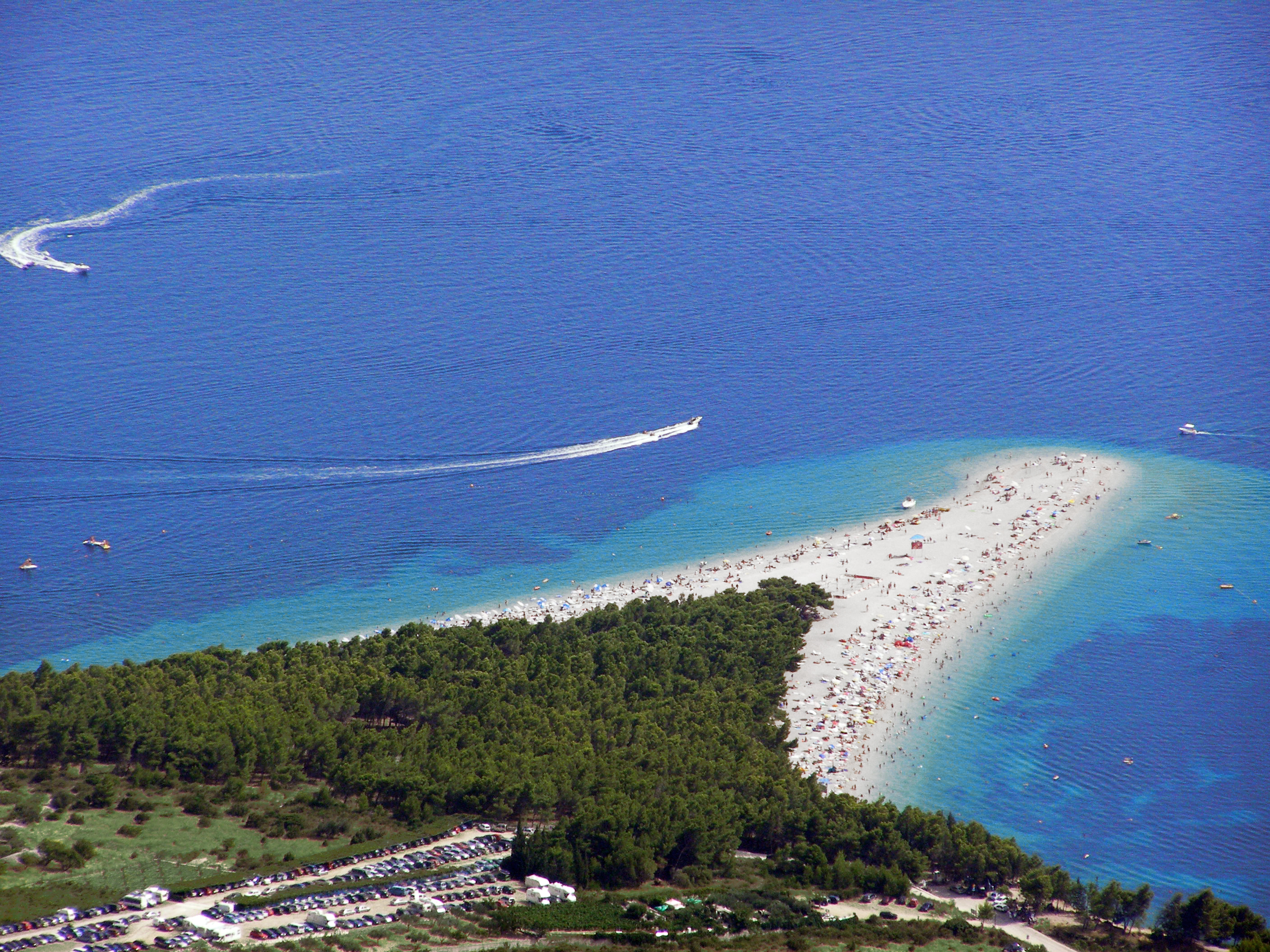
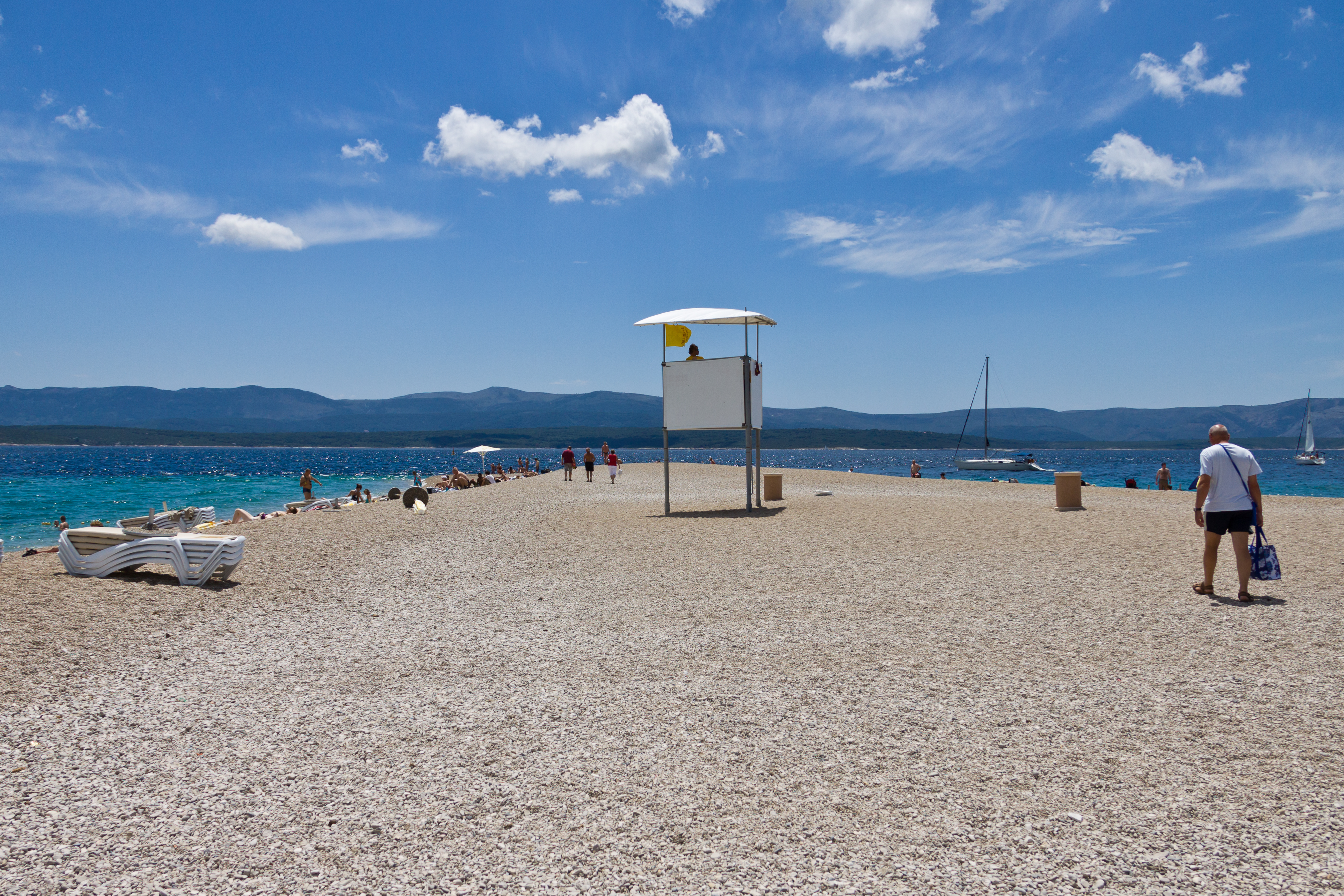